# デジレ・デフォー
デジレ・デフォー（Désiré Defauw, 1885年9月5日 - 1960年7月25日）は、ベルギー出身の指揮者、ヴァイオリニスト、作曲家である。ロンドンとベルギーで活動したのちアメリカ大陸へとわたり、シカゴ交響楽団、モントリオール交響楽協会、ゲーリー交響楽団などの指揮者を務めた。日本語ではデジレ・ドゥフォー、デジレ・デュフォーとも記される。

## 生涯

### 幼少期
1885年9月5日、ベルギーのヘントに生まれ、ヨハン・シュミットにヴァイオリンを師事した。15歳でヴァイオリン、室内楽、作曲、対位法のディプロマを獲得してヘントの音楽院を卒業し、同地のオーケストラを指揮した。その後ヴァイオリンのヴィルトゥオーソとして各地に客演しつつ、17歳でブリュッセル音楽院も卒業した。なお、デフォーはブリュッセル音楽院の卒業に際して、音楽院史上最も名誉ある賞を獲得した。

### イギリス時代

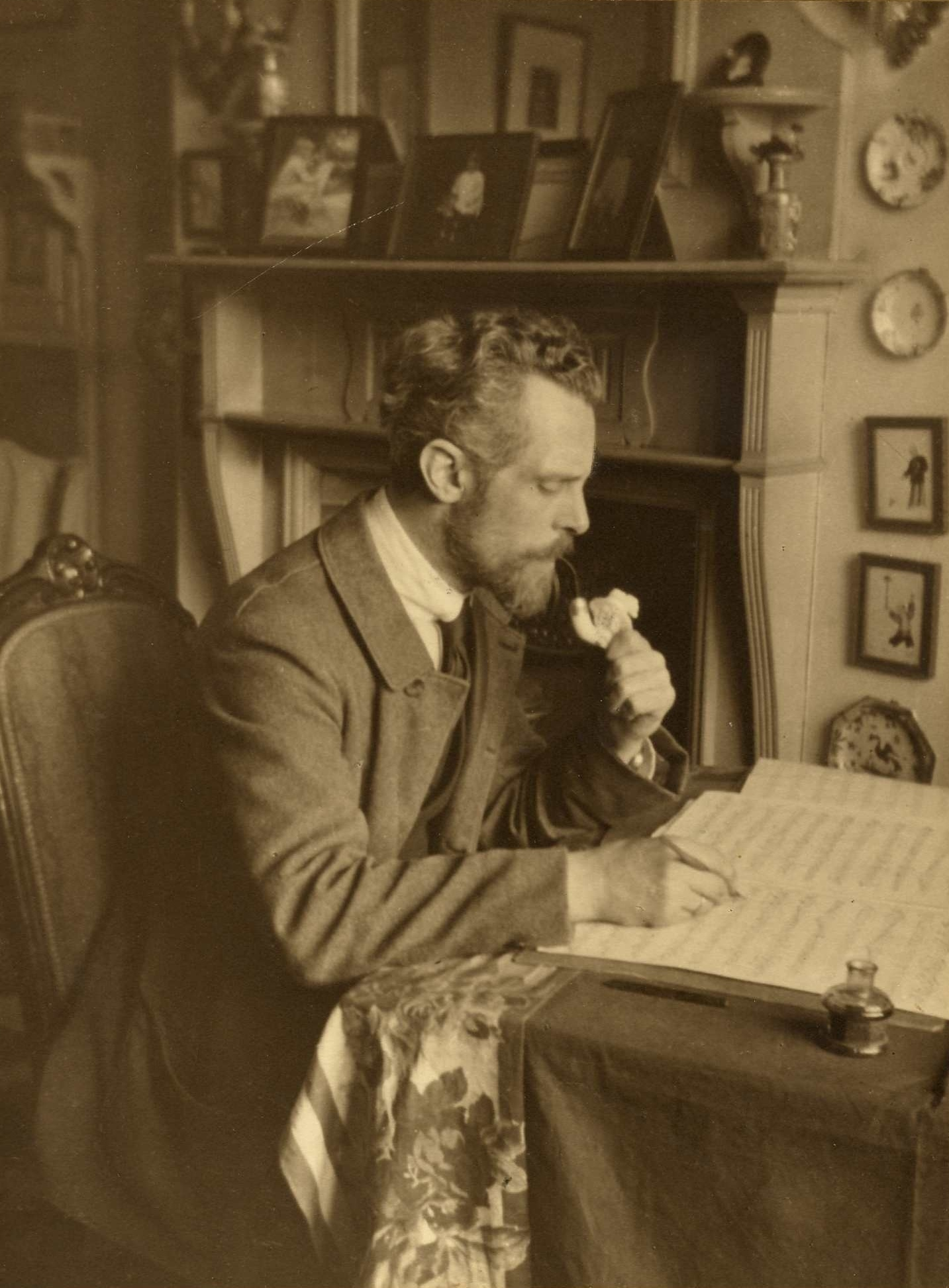
ピアニストのジョゼフ・ジョンゲン。デフォーとはロンドンでベルギー・カルテットを結成した。

ソロ・ヴァイオリニストとして各地のオーケストラに客演したのち、1906年には、同時代の音楽を演奏するロンドンの新設オーケストラの指揮者となった。なお、デフォーは自分が作曲した作品を指揮することもあった。その他にもデフォーは各地のオーケストラを指揮しており、ベルリン・フィルハーモニー管弦楽団をはじめとして、ローマ、ウィーン、モスクワ、マドリード、ブダペストなどのオーケストラに客演した。
のちにデフォーは難民としてロンドンに移住し、1914年から1918年の間は、チャールズ・ウッドハウス、ライオネル・ターティス、エミール・デーハードからなるアリード弦楽四重奏団の第1ヴァイオリン奏者として活動した。ほかにも、ピアニストのジョゼフ・ジョンゲン、ターティス、デーハードからなるベルギー・カルテットのヴァイオリン奏者として活動しており、ジョンゲンとは、クロード・ドビュッシーの『ヴァイオリン・ソナタ』のイギリス初演を行った。また、1915年には、ヨーゼフ・ヨアヒムが設立したソサエティ・オブ・クラシック・ミュージック・イン・ロンドンの指揮者となった。
30歳の時には息子ジョン・フランシス・モーダントが誕生したが、生後すぐ亡くなっている。

### ベルギー時代
その後デフォーはベルギーへと戻り、アントワープの音楽院のヴァイオリン講師を務めつつ、国内屈指の指揮者として活躍した。1920年には、ブリュッセル王立音楽院の教員でない者として初めて、同音楽院のオーケストラの指揮者となったほか、1924年にはベルギー国立放送管弦楽団の指揮者を務めた。そして1933年には、ブリュッセル王立音楽院の指揮科で教鞭をとるようになった。なお、ブリュッセル王立音楽院管弦楽団とはいくつか録音も遺した。
ほかにも、モネ歌劇場でオペラを指揮したり、同時代の音楽を取り上げる「コンサート・デフォー」シリーズを1922年に立ち上げたり、1931年にブリュッセル交響楽団を立ち上げたりした。また、1937年にはブリュッセル交響楽団を母体としてベルギー国立管弦楽団を結成した。ベルギーに常設の国立オーケストラを設立するのは、デフォーの長年の夢であった。これらの活躍ぶりから、音楽評論家たちはデフォーのことを「ベルギーの音楽監督」と呼んだ。
デフォーはベルギー以外でも活躍しており、レニングラード・フィルハーモニー管弦楽団やモスクワ・フィルハーモニー管弦楽団に客演したほか、1939年12月には、旧友アルトゥーロ・トスカニーニの招きでNBC交響楽団を指揮して、アメリカ・デビューを果たした。

### ベルギーからの脱出
1940年5月、イタリアでコンサートを指揮していたデフォーは、ベルギーがナチスに侵攻されたことを知る。スイス、パリを経由してブリュッセルに戻ったデフォーが目にしたのは、オイルタンクへの爆撃によって発生した大火事であった。爆撃が続くなかデフォーは危険区域であった自宅へと戻って、妻、息子、義理の娘と落ち合い、1792年製のストラディバリウスを手にして2台の車で避難した。その後1ヶ月間、デフォー一家は車中泊をしながら避難した。避難生活中もナチスによる攻撃は続き、爆撃があるたびに溝や木に身を隠したという。
パリ、オルレアン、トゥールーズ、ボルドーを転々としたのち、バイヨンヌに到着したデフォー一家は、そのままスペインへと渡ろうとした。息子のジャン夫妻は入国できたものの、デジレ・デフォーの妻ジェーンのパスポートに不備があったため、デジレとジェーンはバイヨンヌに取り残されてしまった。そこでデジレとジャンヌは貨物船に乗り込み、イングランドへ向かうよう操縦士に懇願した。操縦士を務めていた34歳のベルギー人レオポルド2世は水雷の危険があると渋ったが、デフォーが自身の車を譲ると交渉したおかげで首を縦に振った。なお、デフォーたちが去ってから2時間後、ドイツ軍がバイヨンヌに侵攻した。
ファルマスに到着したのち、デフォーはロンドンへと渡った。ロンドンには6週間滞在したが、その間にデフォーはBBC交響楽団を指揮している。その後、旧友である指揮者のアルトゥーロ・トスカニーニの尽力により、デフォーはアメリカへと渡ることになった。なお、アメリカへの航海の危険を考慮して、デフォーはロンドンのボンド・ストリートでストラディバリウスを手放している。しかし、航海は無事行われた一方、ボンド・ストリートは爆撃されてしまった。

### アメリカ・カナダ時代
上述のとおりデフォーはベルギーを離れ、1940年8月21日に難民としてアメリカに渡った。アメリカ移住後は、シカゴ交響楽団といったアメリカのオーケストラや、モントリオール交響楽協会（のちのモントリオール交響楽団）といったカナダのオーケストラを指揮した。

#### モントリオール
1940年にモントリオール交響楽協会（the Societe des Concerts Symphoniques de Montreal）の芸術監督に就任し、1953年まで務めた。デフォーはモントリオール交響楽協会と、いくつかの作品を初演した。1944年にはアレクサンダー・ブロットの『戦争と平和』を初演したほか、1950年には同じくブロットによる作品で、デフォーに捧げられた "Delightful delusions" を初演した。また、1949年にはクロード・シャンパーニュの『ガスペ交響曲』の初演を行ったほか、1953年にはジャン・パピノー＝クーチュアの『ポエム』の初演を行った。また、カナダ放送協会のテレビ番組 "L'Heure du Concert" でデフォーの演奏が放映されることもあった。
デフォーはモントリオール交響楽協会のレベルを向上させたという意見もあるが、もともとこのオーケストラは優秀であり、デフォーがレベルアップさせたわけではないという趣旨の指摘もある。なお、モントリオールでデフォーのアシスタントを務めた指揮者にはアレクサンダー・ブロットがいる。
モントリオール交響楽協会と並行して、1940年にはケベック音楽院の院長に就任した。

#### シカゴ
1943年1月、シカゴ交響楽団にデビューしたデフォーは好評を博した。その結果、1943年の秋に、理事と団員による記名投票で同団の第3代首席指揮者に選出された。アメリカ屈指のオーケストラを任されたデフォーは、数々の録音をのこしたり、セントルイスやメンフィスなどアメリカ各地への演奏旅行を行ったり、ラヴィニア音楽祭に参加したりしたものの、評価は芳しくなかった。また、経営陣の意向をよそに新作を多く取り上げた結果、観客からの人気も失ってしまい、その結果チケット収入が激減した。
1947年、デフォーはシカゴ交響楽団の首席指揮者を辞任した。なお、シカゴ交響楽団の職を辞したのちにも、シカゴのユースオーケストラは指揮している。

#### そのほかの都市
1954年から1958年にかけて、デフォーはグランド・ラピッズ交響楽団の音楽監督を務めた。また、ボストン交響楽団やデトロイト交響楽団などにも客演した。学生オーケストラを指揮することもあり、ノースウェスタン大学のオーケストラなどを指揮した。

#### ゲーリー
1950年からゲーリー交響楽団の指揮者を務めたが、1958年に病気のため引退した。1960年7月5日、肺炎によりゲーリーの自宅にて死去。74歳だった。

## 人物

### 容姿と性格
『インターナショナル・ミュージシャン』誌はデフォーについて「小柄で細身の、豊かなグレイヘアの男」と形容しているほか、『ニューヨーク・タイムズ』は「快活でエネルギッシュでユーモアのセンスがある、こざっぱりとした5フィート４インチの小男」と記している。一方、戦争の影響もあり、デフォーは大きな音がすると爆弾が爆発したのではないかと心配したり、頭上を飛行機が飛んでいないか気にしたりしていたという。

### 家族
デフォーにはピアニストの妻ジェーン、建築家の息子ジョンのほか、4人の孫がいた。30歳の時には息子ジョン・フランシス・モーダントが誕生したが、生後すぐに亡くなっている。

### 使用言語
デフォーはフランス語を話した。

## レパートリー
デフォーのレパートリーは幅広かったが、特に同時代の作品の紹介に意欲的であり、『ミュージック・クーリエ』誌はデフォーについて「作曲家の心に寄り添った指揮者」と評した。デフォーはベラ・バルトーク、アーサー・ベンジャミン、リヒャルト・シュトラウス、クロード・ドビュッシー、イーゴリ・ストラヴィンスキー、セルゲイ・プロコフィエフ、アルテュール・オネゲル、オットリーノ・レスピーギ、レイフ・ヴォーン・ウィリアムズ、アルノルト・シェーンベルク、アーネスト・ジョン・モーラン、ハワード・ファーガソンといった作曲家の作品を取り上げたほか、アレクサンダー・ブロット、クロード・シャンパーニュ、ジャン・パピノー＝クーチュア、エイトル・ヴィラ＝ロボスの作品の世界初演やカナダ初演を行った。また、シカゴ交響楽団を指揮してビクターレーベルに録音したプロコフィエフ『スキタイ組曲』は、同曲の世界初録音となった。
デフォーは作曲家たちと実際にやりとりをすることもあった。例えばモーリス・ラヴェルは1923年にデフォーへ手紙を送っており、「私が作曲した『ピアノ三重奏曲』をコンサートで演奏してほしい。ただし、ピアノパートは私ではないピアニストに弾いてほしい」という旨の依頼をしている。他にも、国際現代音楽協会の音楽祭にてアルバン・ベルクともに審査員を務め、知己を得た。

## 作曲活動
以下の作品を遺している。
- "Rhapsody Fantastique"
- "La douce nuit descend"

## 評価
ベルギー時代のデフォーは、多彩な活躍ぶりから「ベルギーの音楽監督」と呼ばれた。その一方、シカゴ交響楽団でのデフォーの活動は評価が低く、様々な批評家から酷評された。特に音楽評論家クラウディア・キャシディはデフォーに厳しい評価を下した。また、上地隆裕はデフォーについて「シカゴ交響楽団史上最も評価しにくい音楽監督」と述べており、「彼の治世は主としてトーマス、ストックと続いたドイツ的レパートリーを絶やさないための、次代への橋渡し的な、きわめて印象のうすいもの」「コロンヌ管弦楽団時代のストックのようにブラームス、チャイコフスキー、そしてリヒャルト・シュトラウスら大家のバトンで白熱の名演を繰り広げ、そこから大きな影響を受けるという経験がドゥフォーにはなかった」と指摘している。また、フィリップ・ハートも、人気と成功を博した音楽監督の後継者が失敗したケースがアメリカには多々あると指摘しつつ、その一例としてデフォーの名前を挙げている。なお、ハートは他にも、ニューヨーク・フィルハーモニックをアルトゥーロ・トスカニーニから引き継いだジョン・バルビローリ、サンフランシスコ交響楽団をピエール・モントゥーから引き継いだエンリケ・ホルダ、フリッツ・ライナーからシカゴ交響楽団を引き継いだジャン・マルティノンの名前を挙げている。
ただし、シカゴ交響楽団時代にも肯定的な評価はされており、1945年に行ったブラームス『交響曲第2番』の演奏は「荘厳さと壮麗さを兼ね備えていながら、光り輝くばかりのロマンティシズムを失っていなかった」と評された。ヴァイオリニストのヤッシャ・ハイフェッツと共演したコンサートも「弾力性に富んだ伴奏」を高く評価されたほか、同じくヴァイオリニストのナタン・ミルシテインと共演した際の伴奏も称賛された。さらに、ミルウォーキーといった、シカゴ以外の都市での演奏会も好評を得ている。シカゴ交響楽団以外のオーケストラとの演奏も評価されており、モントリオール交響楽協会との演奏について『The McGill Daily』誌は、その正確性を称賛している。
デフォーをオーケストラトレーナーとして評価する声もあり、モントリオールの新聞は「デフォーによる感動的かつ情熱的な指揮のもと、モントリオール交響楽協会は長足の進歩を遂げてきたし、演奏クオリティも着実に向上してきた」と記した。ただしその一方で、モントリオール交響楽協会はデフォー着任以前から優秀なオーケストラであり、デフォーが進化させたわけではないという趣旨の指摘もある。
デフォーのコンサートプログラムが評価されることもあった。例えば、ミハイル・グリンカの作品からはじまり、ニコライ・リムスキー＝コルサコフ、イーゴリ・ストラヴィンスキーの作品へと続くプログラムについて、『The McGill Daily』誌は「グリンカから始まる影響関係がよくわかる」として称賛している。